# 椰汁糕

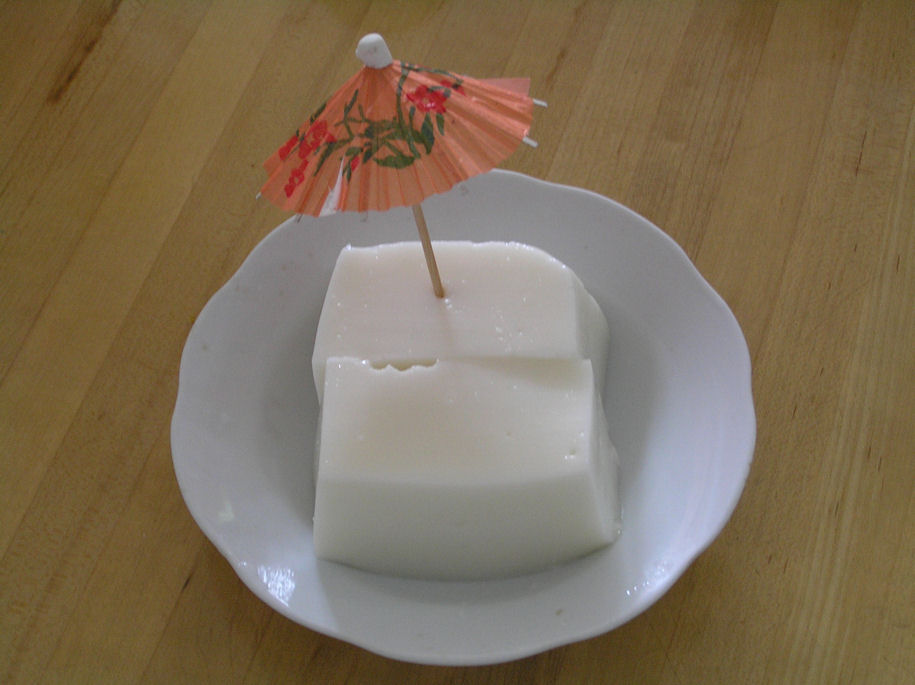
椰汁糕

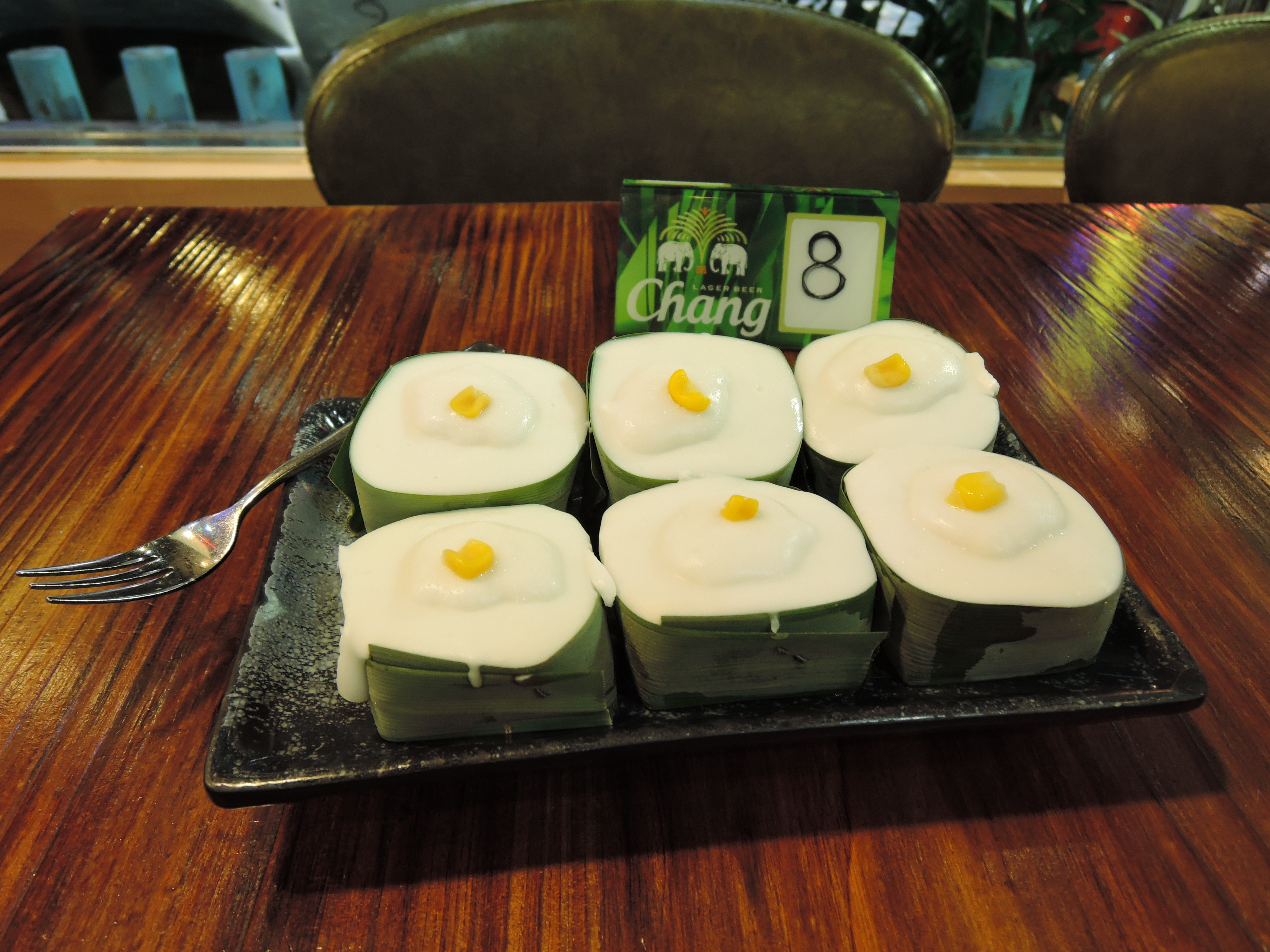
泰式椰汁糕

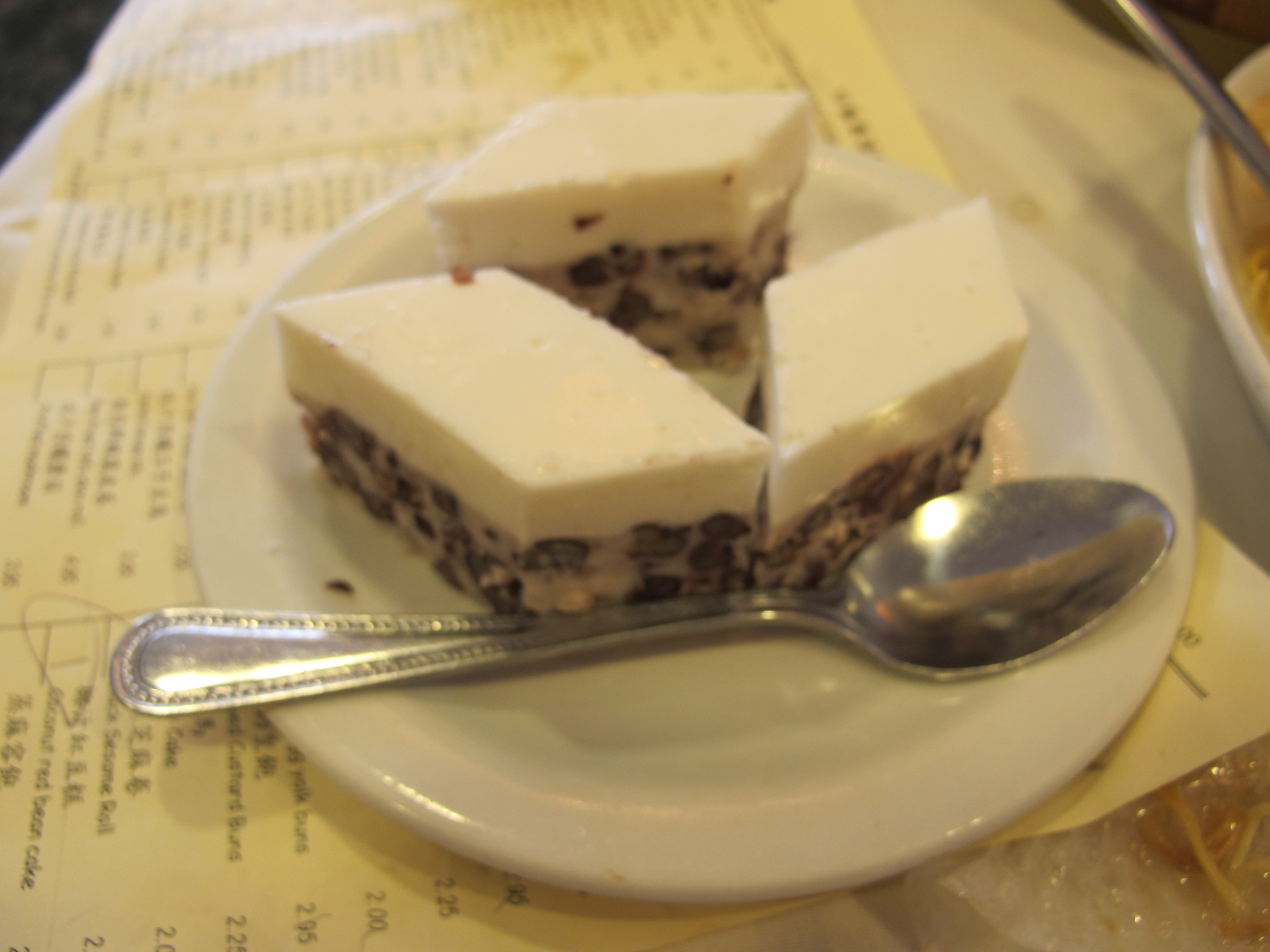
椰汁紅豆糕

椰汁糕是一種中國廣東及香港常見的甜品，也可稱为「雪花糕」，在泰國也有類似的食品。椰汁糕以椰奶和乳製品作為主要材料的果凍，有時在完成时会撒上椰絲。混合後不必蒸煮，冷藏數小時即可製成，冷藏后享用口感更佳。。在香港的酒樓常作為其中一款點心，供茶客作為飯後甜品。现在有不少人研发不同的口味：抹茶、芋头、香草、芒果、草莓等。